# 白井璃緒
白井 璃緒（しらい りお、 1999年9月10日 - ）は、日本の女子競泳選手。2020年東京オリンピック日本代表。種目は自由形・背泳ぎ

## 経歴・人物
兵庫県宝塚市出身。宝塚市立宝塚中学校、兵庫県立宝塚東高等学校、東洋大学国際観光学部卒。
6人兄妹の末っ子で、兄姉全員が競泳選手という環境の中で、JSS宝塚スイミングスクールにて鍛錬を積み重ねる。
2014年、中学校3年のときに第54回全国中学校水泳競技大会女子200m背泳ぎで優勝、同年の第69回国民体育大会（長崎県）では少年B女子100m背泳ぎに優勝するなどした。
2015年、高校は地元の公立校である兵庫県立宝塚東高等学校に進学する。2016年の高校2年の時には広島でのインターハイ（日本高等学校選手権水泳競技大会）では女子100m・200mの背泳ぎを共に制覇。同年の第71回国民体育大会（岩手県）の少年A女子200m背泳ぎも優勝した。
2017年、高校3年ではジャパンオープン女子200m背泳ぎで優勝。また夏の宮城県でのインターハイで2年連続女子100m・200mの背泳ぎを共に制覇する二冠を達成した。
2018年、兵庫県立宝塚東高等学校を卒業して東洋大学国際観光学部へ入学。同年のジャパンオープンでは女子200m自由形のレースに出場し、1分57秒68で3位に入り、女子4×200mフリーリレーの派遣タイムをクリアした。これにより同年の2018年パンパシフィック水泳選手権（日本・東京）及び2018年アジア競技大会（インドネシア）に出場する競泳日本代表に選出された。同年のパンパシフィック選手権大会及びアジア大会では女子4×200mリレー決勝レースで五十嵐千尋・池江璃花子・大橋悠依とチームを組み、パンパシフィック選手権では7分48秒96の日本新記録を出して4位入賞を果たし、アジア大会では7分53秒83のタイムで銀メダルを獲得した。そしてシーズン最後の日本学生選手権水泳競技大会（インカレ）では女子200m自由形で優勝を果たした。
2019年、大学2年となってすぐの日本選手権水泳競技大会では日本の自由形第一人者の池江璃花子が病に倒れて療養中という状況の中、女子200m自由形決勝では1分57秒16のパーソナルベストを更新して大会初優勝を飾り、本職の200m背泳ぎでも2分9秒58で優勝して二冠を達成した。
2020年東京オリンピックでは、競泳女子800mリレー予選に五十嵐千尋、池本凪沙、増田葵と出場したが全体の9位で予選通過はならなかった。
2024年パリオリンピックの競泳競技女子800メートルリレー予選では第4泳者を務め（第1泳者が池本凪沙、第2泳者が小堀倭加、第3泳者が牧野紘子）、7分59秒10のタイムで予選1組の6位、全体の13位となり決勝進出はならなかった。また、女子400メートルメドレーリレーで第1泳者を務め（第2泳者が鈴木聡美、第3泳者が平井瑞希、第4泳者が池江璃花子）、決勝に進出し、3分56秒17のタイムで5位となった。